# پیتر توت (شمشیرباز)
پیتر توت (انگلیسی: Péter Tóth; ۱۲ ژوئیه ۱۸۸۲ – ۲۸ فوریه ۱۹۶۷) شمشیرباز اهل مجارستان بود.
وی در مسابقات کشوری و بین‌المللی در مجموع برندهٔ ۲ مدال طلا، ۱ مدال برنز شده‌است.